# Lobocleta temnaria
Lobocleta temnaria är en fjärilsart som beskrevs av Achille Guenée 1858. Lobocleta temnaria ingår i släktet Lobocleta och familjen mätare. Inga underarter finns listade i Catalogue of Life.